# 臺南郵便局

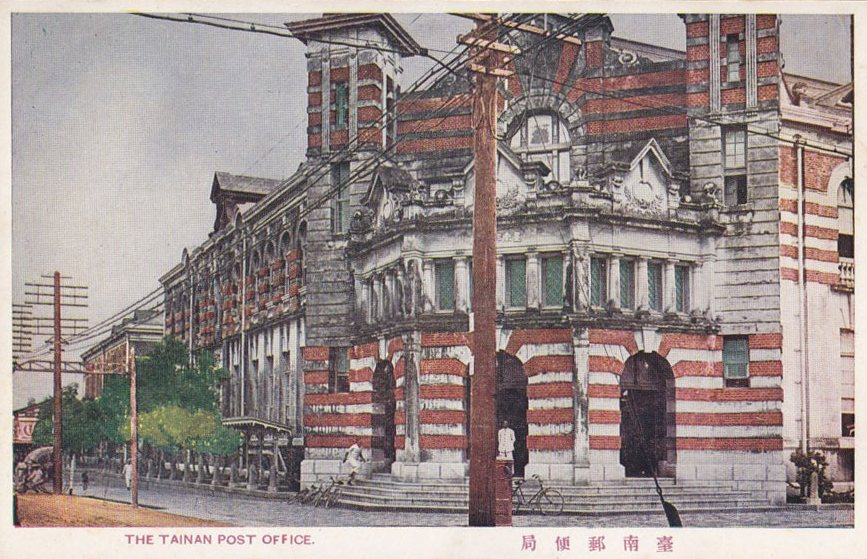
臺南郵便局

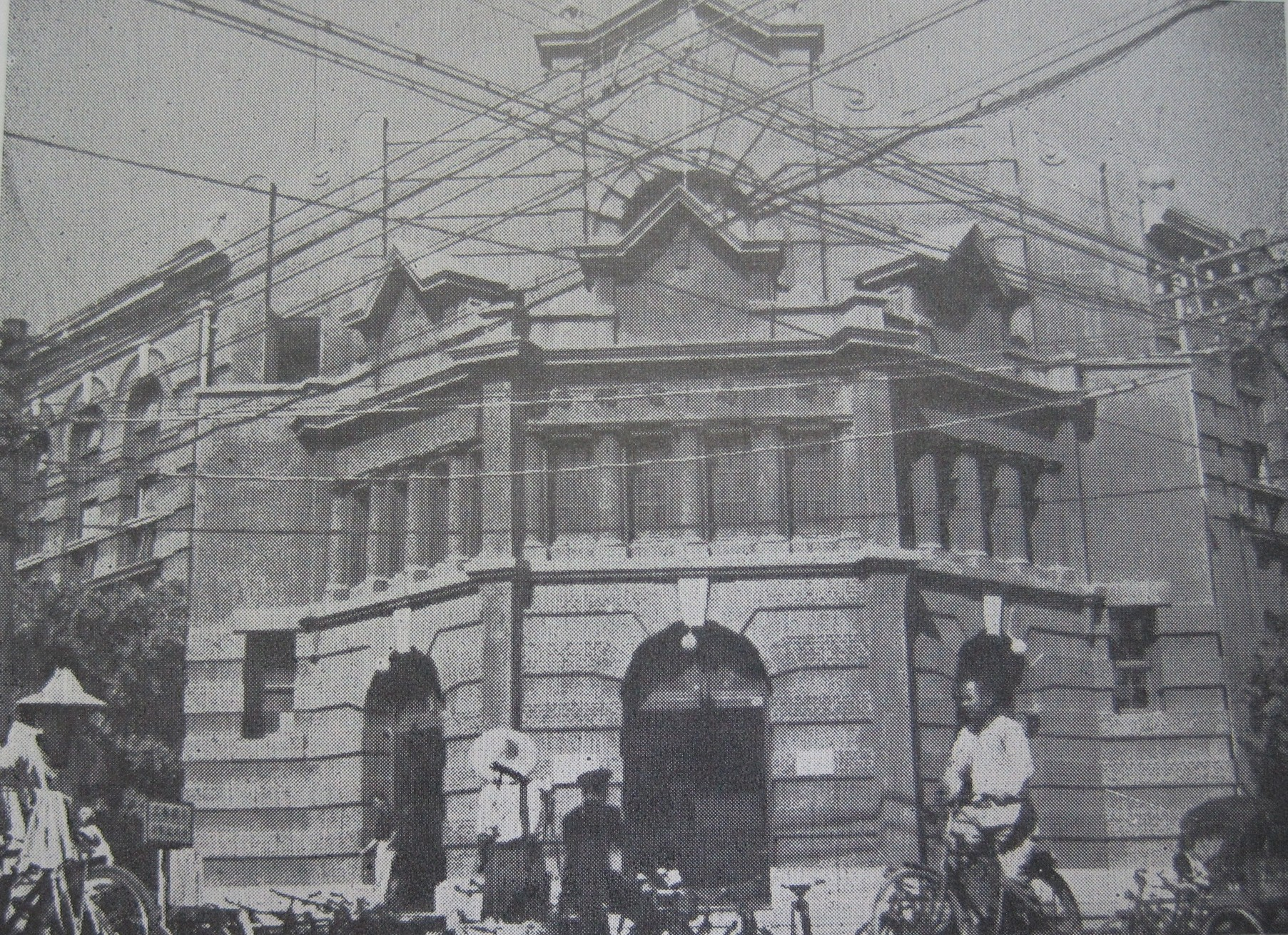
1958年的臺南郵便局廳舍

臺南郵便局位於今臺南市中西區忠義路與民生路交叉口附近，由建築師森山松之助在1909年時所設計，在二次大戰後於1972、1973年左右被拆除。
該建築的特色為其入口處的衛塔與牆面上的橫帶裝飾。